# نووکالمانکا
نووکالمانکا (به لاتین: Novokalmanka) یک منطقهٔ مسکونی در روسیه است که در سرزمین آلتای واقع شده‌است.